# لست مجرما (فلم)
لست مجرماُ هو فيلم مصري كوميدي من إنتاج عام 1985م، وهو من بطولة سمير غانم وهالة فاخر ووحيد سيف، وهو من تأليف وإخراج وصفي درويش.

## الشخصيات
- سمير غانم (ناجي عبد التواب)
- هالة فاخر (صفية)
- وحيد سيف (مرزوق الواقع)
- أحمد بدير (حسن عبد الموجود)
- منى إسماعيل (عديلة)
- فكري صادق (الأسطى فتوح)

## قصة الفيلم
يتعرف ناجي أثناء وجوده في السجن على المقاول مرزوق، وعند انتهاء مدة عقوبتهما، يطمع مرزوق في ثروة أخيه المتوفى، فيحاول إقناع ناجي في الزواج من ابنة الأخ المتوفي أماني.

## وصلات خارجية
- لست مجرما على موقع قاعدة بيانات الأفلام العربية